# Jetse Bol
Jetse Bol é um ciclista neerlandês nascido a 8 de setembro de 1989 em Avenhorn (Holanda Setentrional). Corre na equipa Burgos-BH.
Após quatro anos na formação continental da Rabobank Continental Team, uniu-se em 2012 à equipa Rabobank passando a chamar Blanco Pro Cycling e posteriormente Belkin-Pro Cycling Team em 2013. Em 2015 juntou-se nas fileiras do conjunto De Rijke-Shanks. Um ano mais tarde é contratado pela Manzana Postobón para correr as temporadas de 2017 e 2018 com a equipa colombiana.

## Palmarés
2009
- Tour de Olympia, mais 1 etapa

2010
- 1 etapa do Volta à Normandia
- Triptyque des Monts et Châteaux, mais 1 etapa
- 1 etapa do Tour de Bretanha

2011
- 2 etapas do Tour de Bretanha
- Tour de Olympia, mais 2 etapas

2015
- Tour de Olympia, mais 1 etapa

## Resultados nas Grandes Voltas
| Carreira           | 2012 | 2013 | 2014 | 2015 | 2016 | 2017 | 2018 | 2019 |
| ------------------ | ---- | ---- | ---- | ---- | ---- | ---- | ---- | ---- |
| Giro d'Italia      | -    | -    | 156º | -    | -    | -    | -    | -    |
| Tour de France     | -    | -    | -    | -    | -    | -    | -    | -    |
| Volta a Espanha    | -    | -    | -    | -    | -    | 69º  | 101º | -    |
| Mundial em Estrada | -    | -    | -    | -    | -    | -    | -    | -    |

-: não participa

Ab.: abandono

## Equipas
- Rabobank Continental Team (2008-2011)
- Rabobank/Branco/Belkin (2012-2014)
  - Rabobank (2012)
  - Blanco Pro Cycling (2013)[3]
  - Belkin-Pro Cycling Team (2013-2014)
- Cyclingteam Join's-De Rijke (2015-2016)
- Manzana Postobón Team (2017-2018[4])
- Burgos-BH (2018[5]-)